# Challenger de Campinas
El Campeonato Internacional de Tenis, inicialmente Tetra Pak Tennis Cup, es un torneo profesional de tenis. Pertenece al ATP Challenger Tour. Se juega desde el año 2011 sobre superficie de tierra batida, en Campinas, Brasil.

## Palmarés

### Individuales
| Año  | Campeón             | Finalista               | Resultado          |
| ---- | ------------------- | ----------------------- | ------------------ |
| 2011 | Máximo González     | Caio Zampieri           | 6-3, 6-2           |
| 2012 | Guido Pella         | Leonardo Kirche         | 6-4, 6-0           |
| 2013 | Guilherme Clezar    | Facundo Bagnis          | 6-4, 6-4           |
| 2014 | Diego Schwartzman   | André Ghem              | 4-6, 6-4, 7-5      |
| 2015 | Facundo Argüello    | Diego Schwartzman       | 7-5, 6-3           |
| 2016 | Facundo Bagnis      | Carlos Berlocq          | 5-7, 6-2, 3-0 ret. |
| 2017 | Gastão Elias        | Renzo Olivo             | 3-6, 6-3, 6-4      |
| 2018 | Christian Garín     | Federico Delbonis       | 6-3, 6-4           |
| 2019 | Juan Pablo Varillas | Juan Pablo Ficovich     | 2-6, 7-6(4), 6-2   |
| 2020 | Francisco Cerúndolo | Roberto Carballés Baena | 6-4, 3-6, 6-3      |
| 2021 | Sebastián Báez      | Thiago Monteiro         | 6-1, 6-4           |
| 2022 | Jan Choinski        | Juan Pablo Varillas     | 6-4, 6-4           |
| 2023 | Thiago Monteiro     | Camilo Ugo Carabelli    | 3-6, 6-4, 6-4      |
| 2024 | Tristan Boyer       | Juan Pablo Ficovich     | 6-2, 3-6, 6-3      |
| 2025 | Tomás Barrios       | Álvaro Guillén Meza     | 6-4, 6-3           |

### Dobles
| Año  | Campeones                             | Finalistas                                        | Resultado           |
| ---- | ------------------------------------- | ------------------------------------------------- | ------------------- |
| 2011 | Marcel Felder Caio Zampieri           | Fabricio Neis Michael Quintero                    | 7-5, 6-4            |
| 2012 | Marcelo Demoliner João Souza          | Marcel Felder Máximo González                     | 6-1, 7-5            |
| 2013 | Guido Andreozzi Máximo González       | Thiago Alves Thiago Monteiro                      | 6-4, 6-4            |
| 2014 | Facundo Bagnis Diego Schwartzman      | André Ghem Fabricio Neis                          | 7-6(4), 5-7, [10-7] |
| 2015 | Guido Andreozzi Máximo González       | Guilherme Clezar Fabricio Neis                    | 3-6, 6-2, [10-0]    |
| 2016 | Federico Coria Tomás Lipovsek Puches  | Sergio Galdós Máximo González                     | 7-5, 6-2            |
| 2017 | Máximo González Fabricio Neis         | Gastão Elias José Pereira                         | 6-1, 6-1            |
| 2018 | Guillermo Durán Hugo Dellien          | Franco Agamenone Fernando Romboli                 | 7-5, 6-4            |
| 2019 | Orlando Luz Rafael Matos              | Miguel Ángel Reyes-Varela Fernando Romboli        | 6-7(2), 6-4, [10-8] |
| 2020 | Sadio Doumbia Fabien Reboul           | Luis David Martínez Felipe Meligeni Alves         | 6-7(7), 7-5, [10-7] |
| 2021 | Rafael Matos Felipe Meligeni Alves    | Gilbert Klier Júnior Matheus Pucinelli de Almeida | 6-3, 6-1            |
| 2022 | Boris Arias Federico Zeballos         | Guido Andreozzi Guillermo Durán                   | 7-5, 6-2            |
| 2023 | Guido Andreozzi Guillermo Durán       | Diego Hidalgo Cristian Rodríguez                  | 7-6(4), 6-3         |
| 2024 | Mateus Alves Orlando Luz              | Tomás Barrios Facundo Mena                        | 6-3, 6-4            |
| 2025 | Mariano Kestelboim Gonzalo Villanueva | Mats Hermans Tiago Pereira                        | 7–6(5), 6–2         |